# Bilel Ifa
Bilel Ifa (sinh ngày 9 tháng 3 năm 1990) là một cầu thủ bóng đá người Tunisia thi đấu cho Club Africain, ở vị trí hậu vệ.

## Sự nghiệp
Sinh ra ở Aryanah, Ifa từng thi đấu bóng đá cho Club Africain.
Anh ra mắt quốc tế cho Tunisia năm 2008.